# Pelargonium ×domesticum
Hybride
Pelargonium ×domesticum, ou Pelargonium groupe regal, ou pélargoniums des fleuristes forme le groupe de cultivars de Pelargonium, aux grandes fleurs décoratives, maculées de taches sombres, apparu au XIXe siècle en Angleterre, puis développé en France et dans les autres pays d'Europe. Ce sont des pélargoniums cultivés en pots pour la décoration des intérieurs ou parfois pour l'extérieur.

## Étymologie et Histoire
Le terme de latin botanique domesticum est une flexion du latin domesticus « de la maison, de la famille » (Gaffiot).
Le terme regal vient du moyen anglais et de l'ancien français regal « royal » dérivé du latin regalis « royal » de rex « roi ».
Parmi les ancêtres de ce groupe d'hybrides se trouve Pelargonium cucullatum, une espèce à grandes fleurs, découverte par le médecin botaniste néerlandais Paul Hermann au Cap de Bonne-Espérance (en Afrique du Sud) en 1692. Il en enverra des spécimens au jardin botanique de Leyde, en Hollande et l'espèce sera distribuée ensuite en Angleterre et en France. Au XVIIIe siècle, de nombreuses autres espèces sud-africaines furent introduites en Europe, notamment grâce à un jeune collecteur Francis Masson, envoyé au Cap en 1772 par Joseph Banks, le dynamique surintendant des Jardins de Kew de Londres.
Au siècle suivant, les pépiniéristes commencent à sélectionner des variétés très décoratives, à grandes fleurs aux beaux coloris, qui pouvaient être vendus aux jardiniers des serres des grands parcs de la bourgeoisie.
Les premiers pélargoniums de ce type sont obtenus en Angleterre, en améliorant la grosseur des fleurs des espèces de départ. Mais très rapidement, dès 1834, les horticulteurs français, comme Nicolas Lemon (1787-1837), obtiennent des fleurs avec des corolles striées, puis à deux macules sur les pétales supérieurs (race Diadematum). Enfin, un pas important est accompli vers 1840 par M. Duval, jardinier chez James Odier, à Meudon (près de Paris) qui par le semis, a perfectionné le P. diadematum de génération en génération et obtenu une variété où les stries de la corolle ont évolué en cinq grandes macules. Une variété connue de Duval est la 'Médaille d'or',.
C'est en Angleterre que le nom de Regal fut créé. Il fut employé par le pépiniériste William Bull (1828-1902) pour désigner quelques variétés décoratives, comme Princess of Wales, aux fleurs rouge profond, illustrées dans le Florist en septembre 1877. Le nom de Regal signifiant en moyen anglais royal fut probablement conçu comme un procédé de promotion des ventes, pour attirer l'attention des acheteurs sur des pélargoniums passés jusque-là inaperçus. Le nom ne fut pas adopté immédiatement par tout le monde et certains continuèrent à parler de pélargoniums 'décoratifs' ou 'à floraison précoce'.
À la même époque, se développe aussi une autre voie de sélection privilégiant la capacité à donner une floraison abondante (la floribondité) des cultivars plutôt que la taille importante des fleurs. Ces pélargoniums de fantaisie ont d'abondante petites fleurs, souvent semblables aux pensées, avec de petites feuilles riches en contrastes. La floraison est plus tardive mais dure plus longtemps. Ils peuvent aussi être plantés en pleine terre.
Aux XVIIIe et XIXe siècles, les Français et les Belges préféraient nommer ces variétés des pélargoniums des fleuristes ou Pelargonium grandiflorum ou Pelargonium ×hortulanorum, ce dernier terme est un nom d'hybride créé par le célèbre horticulteur de Nancy, Victor Lemoine.
Mais c'est le nom d'hybride Pelargonium ×domesticum proposé en 1906, par le botaniste américain Bailey qui sera finalement adopté (Cyclopedia of american horticulure, 1906).
Les horticulteurs allemands travaillèrent aussi à allonger la période de floraison des pélargoniums regals. Les cultivars développés par Carl Faiss en Allemagne furent introduits en Californie en 1920 où ils connurent un grand succès. Les pélargoniums regals sont généralement nommés Martha Washington ou  show-, fancy-, ou pansy-flowered geranium aux États-Unis.

## Description

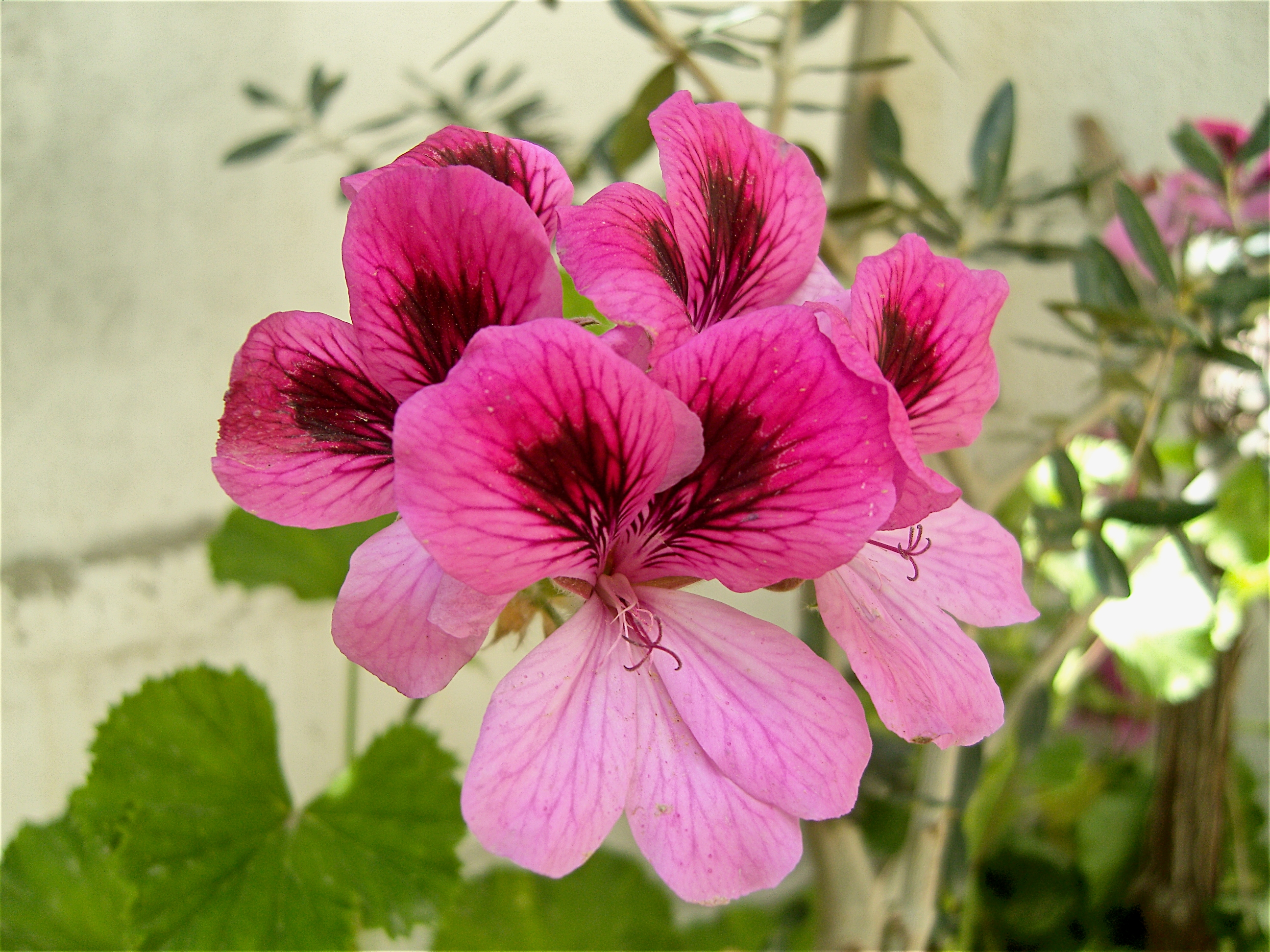
Pelargonium regal

Le pélargonium (groupe) regal se distingue du géranium zonal par des fleurs certainement moins nombreuses mais plus décoratives car plus grosses et maculées de taches sombres. De plus la plante est dotée de grandes feuilles dentelées.
La fleur est zygomorphe avec généralement les deux pétales supérieurs plus gros que les 3 pétales inférieurs. Les pétales simples ou doubles, peuvent être plats, frangés ou ondulés. Ils ont souvent une macule foncée le long de veines sombres. La fleur est grande (de 3 à 13 cm ) pour un Pelargonium. Beaucoup de cultivars ont des fleurs bicolores.
Les fleurs sont réputées pour leurs couleurs vives. Ces dernières vont du blanc et du rose pale, au cramoisi, mauve, pourpre et lavande. Un rouge franc est rare mais pas inconnu. Les pigments responsables des couleurs (autres que le jaune) sont des anthocyanidines. La densité de pigmentation est de 5 à 10 fois plus forte sur les macules sombres que sur les parties périphériques. Les anthocyanidines présentes sur les macules sont des delphinidines, pétunidine et malvidine.
Il y a de 5 à 7 étamines dont les filaments sont soudés à la base. Chez certains génotypes, les étamines sont stériles.

## Génétique des cultivars
Dans la nature, le pélargonium à feuilles en entonnoir, Pelargonium cucullatum (un ancêtre du groupe regal), s'hybride spontanément avec le pélargonium à feuilles de bouleau, P. betulinum et le pélargonium à grandes fleurs P. saniculaefolium, une espèce proche d'une autre espèce à grandes fleurs P. grandifolium. Ces différentes espèces étaient introduites en Europe au début du XIXe siècle et d'après Gibby et als, les obtenteurs les auraient hybridées.
Plusieurs autres espèces sont citées pour avoir contribué à la génétique des cultivars regal : Pelargonium capitatum, P. cordifolium, P. scabrum, P. graveolens, et P. angulosum.
Les horticulteurs continuent de produire de nouvelles variétés, si bien que la majorité des cultivars regals actuels ont été obtenus ces 50 dernières années. Les fleurs sont simples et les pieds plus compacts.

## Culture
Les pélargoniums regals supportent mal la chaleur et la pluie. Ils sont généralement cultivés en intérieur.
Liste de quelques cultivars : Anna-Lisa Pope, Arnside Fringed Aztec (superbe, pétales frangés), Australian Bute, Aztec, Ballet, Black Magic, Elegance Imperial, Fête des Mères, Jasmin, Jupiter, Marchioness of Bute, Mikado, My Chance, Nuhulumby, Pat Pope (magnifique, à volants), Pompeii, Rachel, Rimfire, Rose Pope, Royal Ascot, Silver Ann, Silvia, Yhu, la série Aristo, etc.

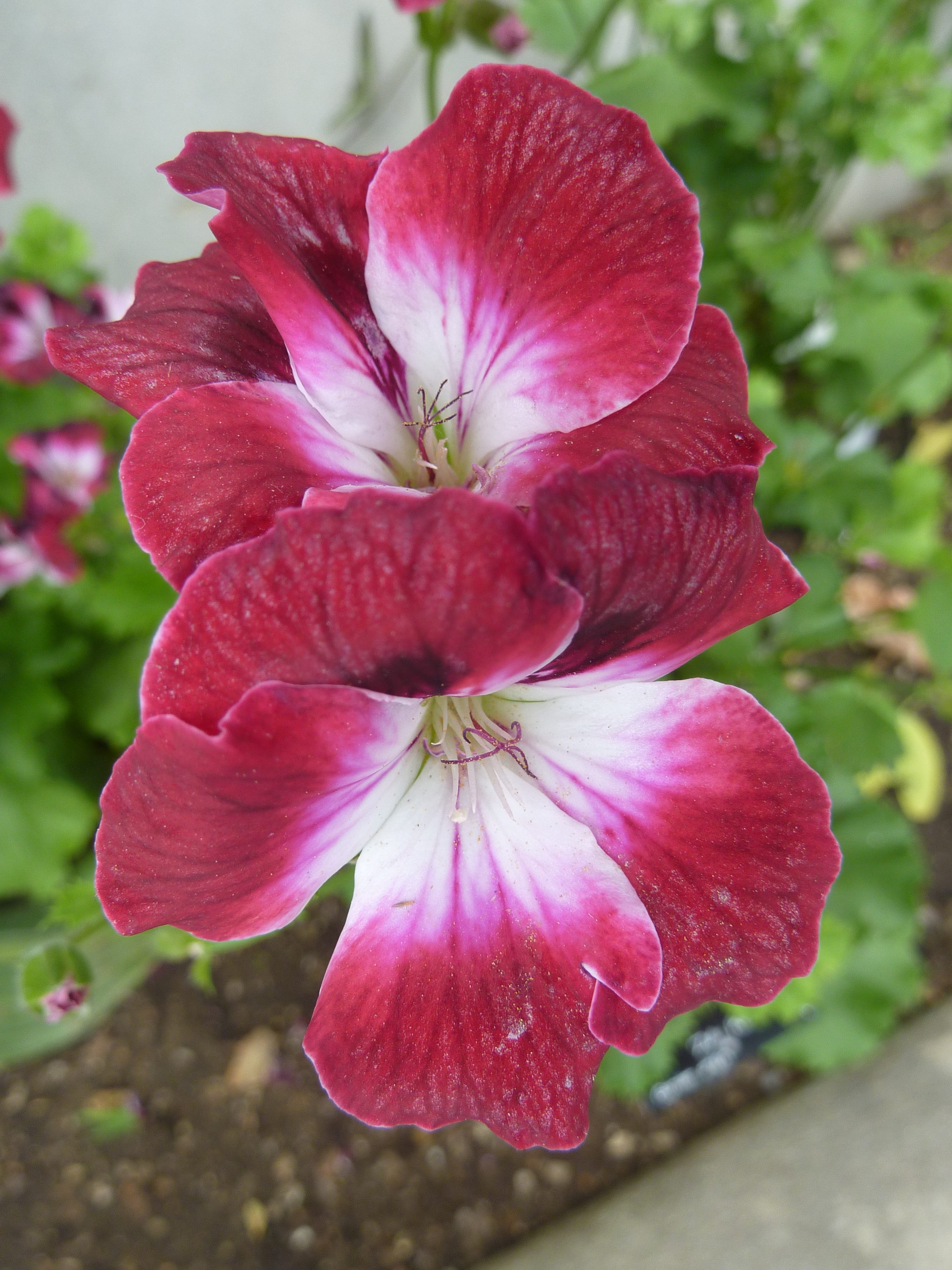
Zulu King
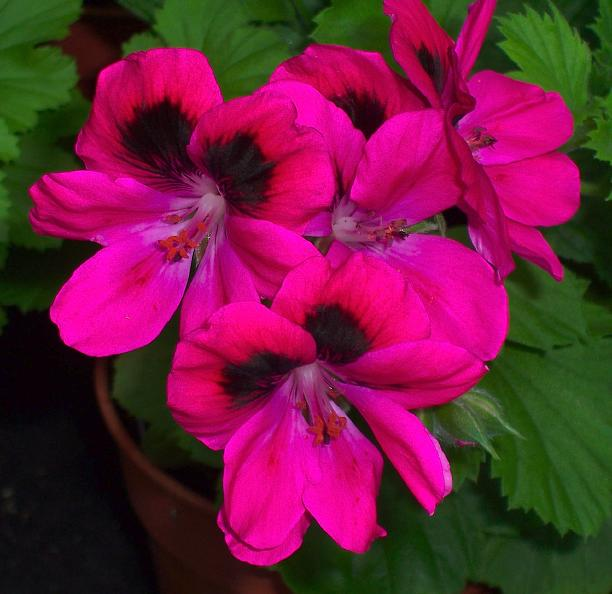
Karl Offenstein
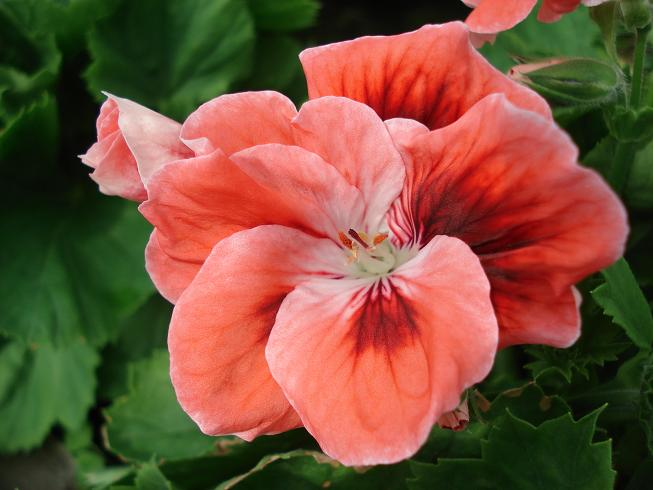
Mandarin
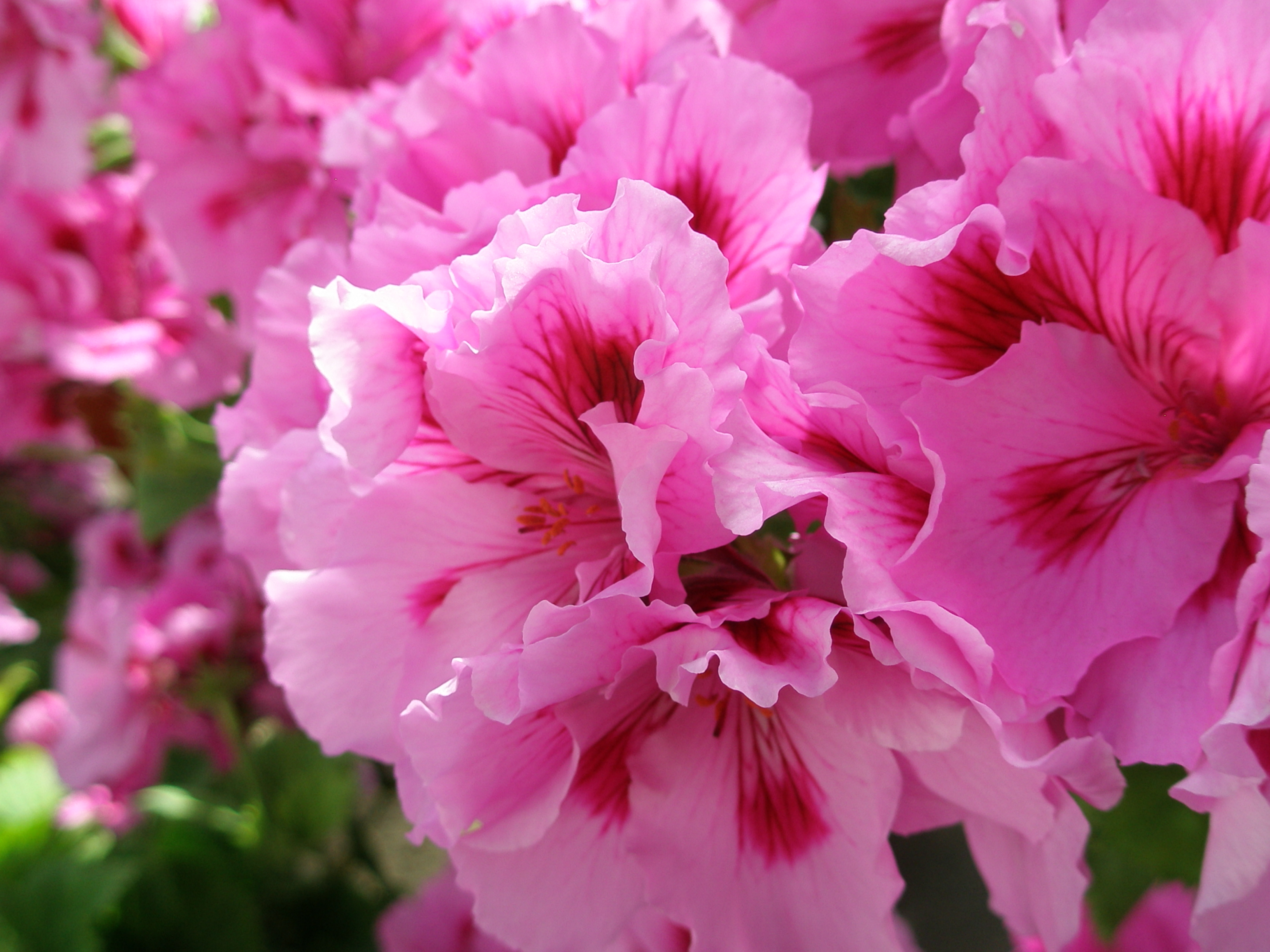
'Martha Washington'